# Wyspy Soko

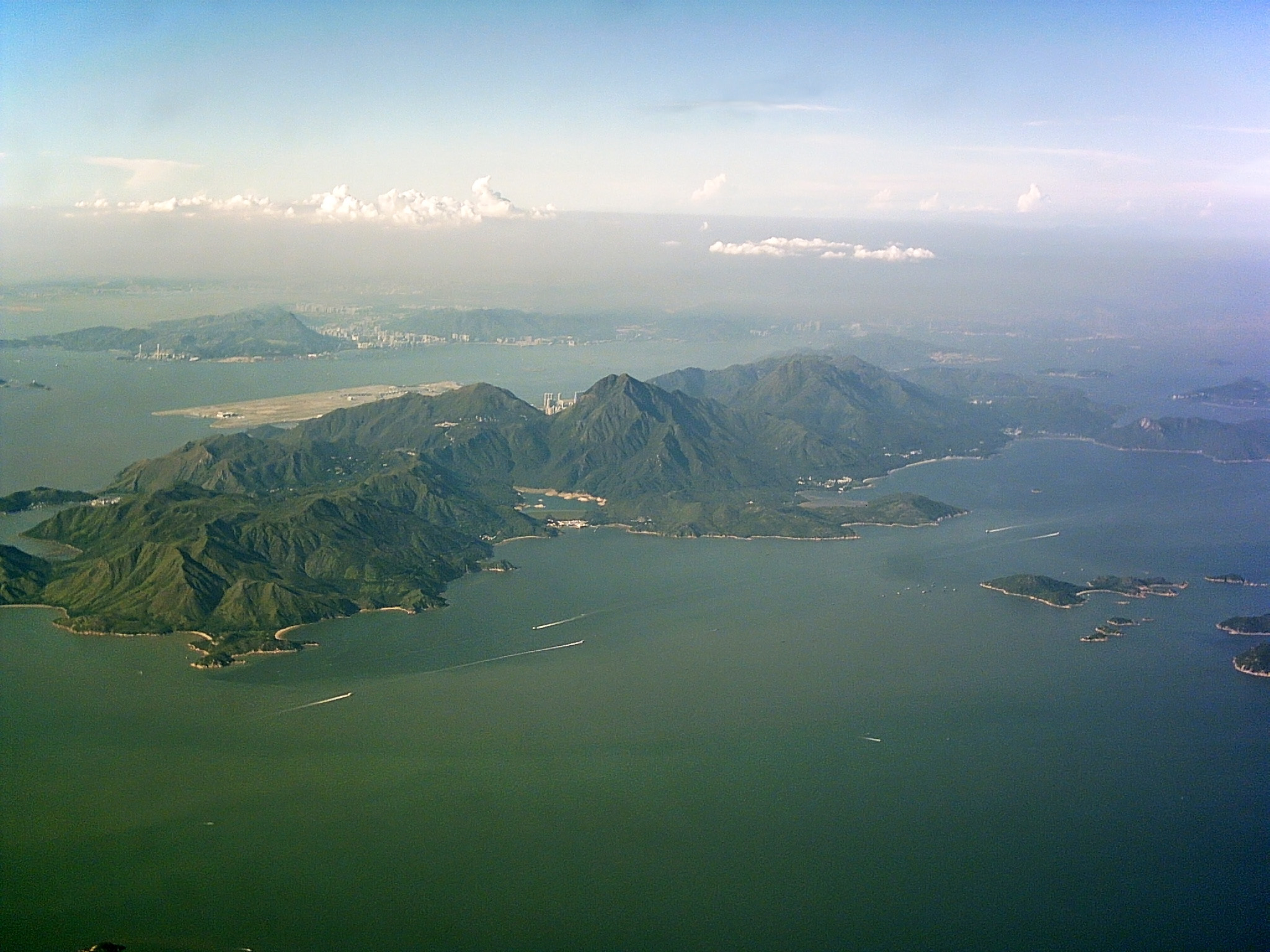
Wyspa Lantau (w środku) i wyspy Soko (z przodu, z prawej)

Wyspy Soko (chin. 索罟群島) – grupa wysp w Hongkongu, w dzielnicy Islands, składająca się z wysp: Tai A Chau, Siu A Chau oraz kilku mniejszych wysp, która położone są na południowy zachód od wyspy Lantau. 